# فضيحة التلاعب بنتائج مباريات كرة القدم اللبنانية 2013
كانت فضيحة التلاعب بنتائج مباريات كرة القدم اللبنانية عام 2013 جزءًا من تحقيق الفيفا العالمي بهدف اتخاذ إجراءات صارمة ضد التلاعب بنتائج المباريات. أدين العديد من اللاعبين بتلقي رشوة من شركات المراهنة لخسارة المباريات عمدًا، حيث لم تقتصر المباريات على الدوريات المحلية في آسيا فحسب، بل أيضًا على المسابقات الدولية. وتم تغريم 24 لاعباً بدرجات متفاوتة، حيث تلقى رامز ديوب ومحمود العلي العقوبة الأشد وهي الإيقاف مدى الحياة عن ممارسة الرياضة وغرامة قدرها 15 ألف دولار.

## ملخص
أجرى الاتحاد الدولي لكرة القدم تحقيقًا لاتخاذ إجراءات صارمة ضد التلاعب بنتائج المباريات في جميع أنحاء العالم. وتركز التحقيق في الغالب على كرة القدم الأوروبية، لكنه بحث أيضًا في أفريقيا وأمريكا الجنوبية وآسيا. تم التحقيق في أكثر من 50 بلدًا في عام 2012 بتهمة التلاعب بنتائج المباريات، أي حوالي ربع الأعضاء البالغ عددهم 209 أعضاء الذين تشرف عليهم الهيئة الإدارية للفيفا.  بدأت الشكوك في فساد في كرة القدم اللبنانية في أواخر عام 2012، عندما اتُهم العديد من اللاعبين اللبنانيين بخسارة المباريات عمداً في الدوري اللبناني والبطولات الأخرى في جميع أنحاء آسيا. ولم تقتصر الفضيحة على المباريات في دوريات كرة القدم عبر آسيا فحسب، بل شملت المباريات الدولية. حيث دفعت شركات المراهنة رشاوى للاعبون لضمان وضع الفريق المنافس في موضع مناسب للفوز في المباراة. 
بمجرد اندلاع الفضيحة بدأ الاتحاد اللبناني لكرة القدم في التحقيق في الادعاءات الموجهة ضد لاعبي كرة القدم اللبنانيين. وعين الاتحاد اللبناني لكرة القدم الأمين العام لاتحاد غرب آسيا لكرة القدم فادي زريقات لقيادة التحقيق. وخلال التحقيق الذي استمر لنحو شهرين وشارك فيه أكثر من 60 شاهدًا، خلص التحقيق إلى وجود دليل على التلاعب بنتائج المباريات. 

## النتائج والعواقب
أدت نتائج التحقيق إلى إيقاف 24 لاعبًا لبنانيًا في الأندية المحلية في لبنان والأندية الآسيوية والمنتخب الوطني.  وبالإضافة إلى اللاعبين المتورطين، فقد شارك اثنان من المسؤولين أيضًا في التلاعب بنتائج المباريات، وبعد وقت قصير من نشر نتائج التحقيق أوقف الاتحاد اللبناني لكرة القدم 20 لاعباً لبنانياً لكرة القدم عن اللعب لمدة عام وفرض عليهم غرامة قدرها 2000 دولار، في حين أوقف لاعبين لمدة ثلاث سنوات وغرامة قدرها 7000 دولار لكل منهما. 
كانت أشد العقوبات قد صدرت بحق اللاعبان رامز ديوب، ومحمود العلي، حيث غُرم كل منهما 15 ألف دولار، ومنعا من ممارسة الرياضة مدى الحياة. وكان السبب وراء تشديد العقوبات بحقهما هو أنهم تلاعبوا بنتائج المباريات على المستوى الدولي أثناء لعبهم للمنتخب الوطني، وتشمل هذه المباريات كأس العرب 2012 في المملكة العربية السعودية، وشائعات عن مباراة ضد قطر في تصفيات كأس العالم 2014. 
تأهل لبنان لأول مرة في تاريخه إلى المرحلة الرابعة والأخيرة من تصفيات كأس العالم 2014. ومع ذلك فقد أدت فضيحة التلاعب بنتائج المباريات إلى خسارة فادحة، وتراجعت آمالهم في التأهل لبطولة 2014 بشكل كبير. شعر ثيو بوكر المدرب الألماني الذي تولى قيادة منتخب لبنان عام 2011، وأنقذ الفريق من الفشل وقاده للتأهل إلى الدور النهائي من تصفيات كأس العالم، بخيبة أمل وإحباط شديدين. ففي عام 2012 خسر لبنان أمام قطر في تصفيات كأس العالم 1–0. حيث أرسل ديوب تمريرة سيئة للغاية اعترضها المهاجم القطري سيباستيان سوريا ليمنح فريقه هدفه الوحيد في الفوز على لبنان. وبعد انتهاء التحقيق قال بوكر ما يلي: "كنا نظهر بعض الإجراءات، ثم بشكل عجيب استحوذ لاعب قطري على الكرة في موقف واحد، وشعرت أن هناك خطأ ما، وبدا لي أن الرجل مشلولا أو شيء من هذا القبيل". 
وبعد وقت قصير من قيام الاتحاد المحلي لكرة القدم بفرض العقوبات على اللاعبين المتورطين في فضيحة التلاعب بنتائج المباريات، أرسل الفيفا خطاباً يشيد فيه برد الاتحاد على التقرير. 

## التفاصيل

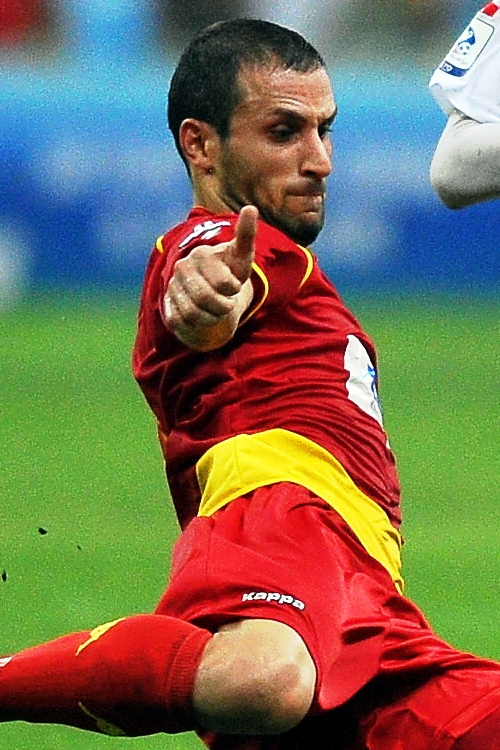
رامز ديوب مع سيلانجور عام 2012

في فبراير 2013، وجد رامز ديوب نفسه في وسط مثير للجدل بالنظر إلى أنه على الرغم من الحظر الذي تعرض له من الاتحاد اللبناني لكرة القدم، فقد أراد ناديه سيلانجور إشراكه في مباراة كأس الاتحاد الآسيوي ضد نادي إيست بنغال.  وفي نهاية المباراة التي خسرها سيلانجور 1-0، قال ديوب الذي تم إلغاء اسمه من قائمة اللاعبين قبل دقائق قليلة من بداية المباراة لشبكة فوكس سبورتس: "أنا لست مذنباً، لقد أوقفوني عن العمل واتهموني بالتلاعب بنتائج المباريات دون دليل". 
وتم إيقاف لاعبين محليين آخرين هما محمد جعفر لاعب نادي النجمة، وهادي السحمراني لاعب نادي العهد، لمدة ثلاثة مواسم وغرامة قدرها 7000 دولار.  وتم إيقاف عشرون لاعباً آخرين لمدة سنة وفرض على كل منهم غرامة قدرها 2000 دولار. بينهم عشرة من لاعبي العهد، أبرزهم أكرم المغربي، الذي لعب لصالح نادي تشرتشل براذرز في ال الدوري الهندي للمحترفين 2012–13، وأحمد زريق، وحسين دقيق. 
تلقى الاتحاد الآسيوي لكرة القدم تقريراً موجزاً من الاتحاد اللبناني لكرة القدم حول التحقيقات والإجراءات اللاحقة بشأن تورط اللاعبين اللبنانيين في التلاعب بنتائج المباريات. كما طلب الاتحاد الآسيوي لكرة القدم من الاتحاد اللبناني لكرة القدم تقديم التقرير الكامل لتحقيقاته. وأبلغ الاتحاد اللبناني اتحاد الهند لكرة القدم واتحادي كرة القدم في ماليزيا وإندونيسيا بالعقوبات المفروضة على اللاعبين اللبنانيين الذين يلعبون في هذه البلدان.

## عقوبات اللاعبين
تم تقسيم عقوبات اللاعبين إلى ثلاث فئات: 

### الفئة أ
إيقاف لاعبين مدى الحياة عن ممارسة كرة القدم وغرامة قدرها 15 ألف دولار:
- محمود العلي (بيرسيبا باليكبابان)
- رامز ديوب (سيلانجور)

### الفئة ب
تلقى لاعبان إيقافًا لمدة ثلاثة مواسم عن كرة القدم للأندية، وإيقافًا مدى الحياة عن المنتخب الوطني، وغرامة قدرها 7000 دولار:
- محمد جعفر (النجمة)
- هادي السحمراني (العهد)

### الفئة ج
تلقى عشرون لاعبًا إيقافًا لمدة موسم واحد عن كرة القدم للأندية، وإيقافًا مدى الحياة عن المنتخب الوطني، وغرامة قدرها 2000 دولار:
- محمد أبو عتيق [ا] (العهد)
- حسن علوية (النجمة)
- طارق العلي (العهد)
- نزيه أسعد (النجمة)
- علي بزي (العهد)
- حسين دقيق (العهد)
- علي فاعور (العهد)
- محمد حمود (العهد)
- عباس كنعان (العهد)
- حسن مزهر (العهد)
- أكرم المغربي (الإخوة تشرشل)
- بشار المقداد (صفا)
- عمر عويضة (صفا)
- عيسى رمضان (شباب الغازية)
- علي السعدي (صفا)
- حسين شريفه (النجمة)
- أحمد يونس (خيول)
- محمد بكر يونس (العهد)
- سامر زين الدين (النجمة)
- أحمد زريق (العهد)